# Чуркин, Юрий Николаевич
Юрий Николаевич Чуркин (9 ноября 1953 — 11 августа 2010) — советский и российский футболист, выступавший на всех позициях в поле. Мастер спорта СССР (1979).

## Биография
Воспитанник чимкентского футбола. В 1971 году начал выступать на взрослом уровне в составе «Металлурга» (Чимкент) во второй лиге.
В 1972 году перешёл в ростовский СКА. В первом сезоне выступал только за дубль. Дебютный матч за основной состав в высшей лиге сыграл 2 июня 1973 года против ЦСКА. В 1974 году продолжал играть за клуб в первой лиге.
В 1975 году перешёл в «Ростсельмаш», проводивший свой первый сезон в соревнованиях мастеров после воссоздания. Провёл в составе команды три с половиной сезона во второй лиге.
В августе 1978 года вернулся в ростовский СКА, с которым в том же сезоне завоевал право на выход в высшую лигу. Сезон 1979 года провёл в составе армейцев в высшей лиге и 12 июня 1979 года в игре с «Кайратом» забил свой единственный гол на высшем уровне. В августе 1979 года планировался его переход в «Пахтакор» после гибели команды в авиакатастрофе, однако в итоге он продолжил играть в Ростове. В начале 1980 года выступал за СКА только в кубковых матчах. Всего за армейский клуб сыграл 70 матчей и забил 3 гола, из них в высшей лиге (1973 и 1979 годы) — 35 матчей и 1 гол.
Участник Спартакиады народов СССР 1979 года в составе сборной РСФСР. На турнире принял участие в матче против сборной Казахской ССР (4:0) и забил в нём гол. За выступление на Спартакиаде (четвёртое место) награждён званием «Мастер спорта СССР».
В 1980 году снова выступал за «Ростсельмаш». В общей сложности за пять сезонов сыграл в команде 153 матча и забил 20 голов.
С 1981 года в течение пяти сезонов выступал во второй лиге за «Янгиер», затем четыре сезона — за «Атоммаш». В конце карьеры играл за АПК (Азов), «Старт» (Ейск) и любительские коллективы. Обладатель Кубка РСФСР 1990 года в составе АПК. В последние годы карьеры выступал на позиции либеро.

## Личная жизнь
Старший брат Виктор (1952—1979) тоже был футболистом, погиб в авиакатастрофе в 1979 году вместе с командой «Пахтакор». Некоторое время в первой половине 1970-х годов братья играли вместе в ростовском СКА.